# Joris Huysentruyt
Joris Huysentruyt (Wilrijk, 17 november 1958) was een Belgisch volksvertegenwoordiger.

## Levensloop
Beide ouders van Huysentruyt namen deel aan de collaboratie tijdens de Tweede Wereldoorlog en werden hiervoor veroordeeld. Na het middelbaar onderwijs aan het Koninklijk Atheneum van Kortrijk, studeerde Huysentruyt aan de Provinciale Hogeschool in Kortrijk en de Industriële Hogeschool van het Rijk in Gent. Hij behaalde het diploma van kandidaat industrieel ingenieur en ging werken als informaticus en systeemanalist. 
In 1976 werd Huysentruyt lid van de Kortrijkse VU-Jongeren, de afdeling die echter het jaar daarop collectief ontslag nam uit protest tegen het Egmontpact. Tijdens zijn studententijd in Gent werd hij lid van de plaatselijke afdeling van de Nationalistische Studentenvereniging. Hij was van 1977 tot 1979 actief bij het Vlaams-nationalistische Were Di, alsook vanaf 1980 bij Voorpost. In dezelfde periode kwam hij via de Vlaams Nationale Partij terecht bij het Vlaams Blok.
Hij werd actief in deze partij in het Kortrijkse: lid van de afdelingsraad van Kortrijk en van de arrondissementele raad voor Kortrijk-Roeselare-Tielt. Tevens was hij bestuurslid en verantwoordelijke voor het boekenfonds van de Vrienden van Zuid-Afrika. Hij kwam ook als kandidaat op lijsten voor gemeentelijke, provinciale en wetgevende verkiezingen in Gent.
Van 1991 tot 1994 verbleef hij in het buitenland. Bij de gemeenteraadsverkiezingen van 1994 werd hij in Kortrijk verkozen tot gemeenteraadslid, wat hij bleef tot in 2000. In 1995 werd hij voor het Vlaams Blok verkozen tot lid van de Kamer van volksvertegenwoordigers. Hij vervulde dit mandaat tot in 1999. Hij viel vervolgens ietwat in ongenade bij de partijleiding en keerde naar zijn beroepsactiviteiten terug.
Bij de federale verkiezingen van 2007 stond hij op de vijfde plaats van een Vlaams Belanglijst in Waals-Brabant. Voor de gemeenteraadsverkiezingen van 2012 stond hij als lijstduwer op de Kortrijkse lijst. Ook bij de gemeenteraadsverkiezingen van oktober 2018 en die van oktober 2024 was hij kandidaat voor het Vlaams Belang in Kortrijk, telkens zonder verkozen te raken.